# Росскат
АО «Росскат» — производитель кабельно-проводниковой продукции в России, расположенный в городе Нефтегорск Самарской области.

## История
Компания была основана 21 августа 1991 года. В 1992 году началось строительство металлургического завода, пуск которого состоялся в 1996 году. Его проектная мощность — 78 тысяч тонн медной катанки и литья в год (данные на 1998 год). Акционерами предприятия стали: ОАО «Нижневартовскнефтегаз», «Самаранефтегаз», «Оренбургнефть», НК «Роснефть», ОАО «АвтоВАЗ», ОАО ТД «Лукойл», Инкомбанк (крупнейший акционер) и др.
По состоянию на 2006 год 98,84 % акций предприятия контролировались ОАО «Самаранефтегаз».

## Деятельность
По состоянию на 2019 год предприятие специализируется на производстве медной катанки (для электротехнической продукции) и кабельно-проводниковой продукции (силовой кабель, нефтепогружной кабель, шахтный кабель, обмоточный провод, контактный провод, медная проволока и т. д.). Также производится кабель с изоляцией  из блок-сополимера пропилена или этилена для нефтяной промышленности.
В 2005 году компанией было реализовано 28,3 тыс. тонн катанки и 11,5 тыс. км кабеля. Выручка от продаж медной катанки в 2005 году составила 1,8 млрд руб., от продаж кабеля — 945,5 млн руб. Общий объем выручки за 2005 год — 3 млрд руб.
В 2014 году выручка нефтегорского завода составила около 10 млрд руб., а прибыль превышала 100 млн руб. По состоянию на 1 декабря 2015 года владельцами Росската числились ООО «Росскат-Капитал» (65,62 %) и ООО «Вектор» (25 %). «Росскат-Капитал» на 96,5 % принадлежал председателю совета директоров Банка АВБ Николаю Тарану. Владельцами «Вектора» выступали Николай Таран (20 %), экс-президент АВБ Елена Казымова (50 %) и ООО «АВБ Финанс» (30 %). Еще около 9 % акций предприятия было внесено в капитал Банка АВБ.